# Cser Krisztián
Cser Krisztián (Szeged, 1977. december 9. –) magyar operaénekes (basszus), a Magyar Állami Operaház magánénekese.

## Életpályája
Művészcsaládban született. Nagyanyja Cser Tímea operaénekes, apja Cser Miklós karmester, anyja Balló Andrea festőművész, öccse Cser Ádám zeneszerző-karmester. Kezdetben zongorázni tanult, de – az intenzív zenetanulás mellett – érettségi után a Szegedi Tudományegyetemen fizikusi diplomát szerzett 2002-ben, ezt követően doktori tanulmányokat folytatott a Szegedi Biológiai Központ Növénybiológiai intézetében, de doktori fokozatot nem szerzett.
2002-től 2006-ig a szegedi Zeneművészeti Főiskolai Kar magánének szakának volt a hallgatója, ahol Andrejcsik István volt az énekmestere. 2008-ban szerzett diplomát a Liszt Ferenc Zeneművészeti Főiskola operaszakán, énektanára Marton Éva, színpadi tanára Kovalik Balázs volt.
Már főiskolásként szerepelt a Operaház Elektra előadásában (Oresztész nevelője). Oratórium-szólistaként 1998-ban debütált Bach János-passiójában. Repertoárja a kora barokk kompozícióktól a kortárs zenéig szinte minden stílusra kiterjed. Munkatársai között voltak külföldi és magyar karmesterek, például Pierre Cao, Helmuth Rilling, Peter Schreier, Kocsis Zoltán, Fischer Ádám, Fischer Iván, Peskó Zoltán, Hamar Zsolt, Vashegyi György, Hollerung Gábor, Kirill Karabic és Vásáry Tamás. Rendszeresen koncertezik Magyarországon, és 1998 óta külföldön is (Spanyolország, Svájc, Norvégia, Ausztria, Németország, Hollandia, Csehország, Románia, Finnország, Kína, Ukrajna). Operaénekesként 2008-ban az olaszországi Spoletóban lépett fel először Rossini Hamupipőke című operájának Don Magnificójaként, majd ezzel a szereppel Japánban is turnézott. 2008 és 2010 között a Magyar Állami Operaház ösztöndíjasa volt, azóta vendégművészként szerepel. Első jelentős alakítása ugyanitt Ránki György Pomádé királyának címszerepe (2008. október), amely egyben zeneakadémiai záróvizsgájának is minősült, 2017-ben pedig az Operaház lemezfelvételt készített belőle. 2013 márciusában énekelte először Leporellót Mozart Don Giovanni című operájában, az Erkel Színházban. A 2013-14-es évadban két különböző Varázsfuvola-rendezés Sarastrója volt a Zeneakadémián, illetve az Erkel Színházban. 2014 áprilisában a Figaro házasságának címszerepében mutatkozott be az Operaházban. 2015 októberében ugyanitt debütált A kékszakállú herceg vára című Bartók-operában, amit 2010 óta rendszeresen énekel. (A Miskolci Nemzetközi Operafesztiválon lépett fel először a címszerepben, és azóta Rómában, Pekingben, Reimsben, Kijevben, Milánóban, Moszkvában és Vilniusban is elénekelte. 2017 májusában a Budapesti Fesztiválzenekar turnéján Komlósi Ildikó partnereként Katowicében, Brugge-ben és Londonban is bemutatkozott Kékszakállú hercegként, és 2019 tavaszán egy újabb turnén bizonyított (azonos partnerekkel) Hamburgban, Luxembourgban, Párizsban és a Carnegie Hallban, New Yorkban is.  Az Operaház 2014-15-ös kampányfilmjének főszereplője. 2016 májusában Fischer Iván Varázsfuvola-rendezésének Sarastrója volt, fellépett Londonban, Brugge-ben, Amszterdamban és Berlinben is. 2017 júniusában Wolandként szerepelt Gyöngyösi Levente A Mester és Margarita című operájának ősbemutatóján a Miskolci Operafesztiválon. 2017 őszén az Operaház japán turnéján Donizetti Lammermoori Lucia című operájában Raimondo szerepében debütált, majd néhány nappal később Tiencsinben Wotanként, A Rajna kincsében. 2018. február 3-án Chemnitzben szintén Wotanként mutatkozott be a készülő Ring első előadásán, 2019-ben pedig Don Pizarróként is fellépett ugyanitt a Fidelióban.
2019 szeptemberében Mexikóban  Wotan szerepét énekelte két alkalommal A Rajna kincse bemutatójának 150. évfordulója alkalmából.
2020 februárjában Fülöp király szerepében debütált Verdi Don Carlosában a Miskolci Nemzeti Színházban, és ezzel pályája újabb mérföldkövéhez érkezett.
Két lánygyermeke van, akik szintén zenélnek. 

## Repertoárja

### Operák
- Bartók: A kékszakállú herceg vára
  - Kékszakállú[4]
- Beethoven: Fidelio
  - Rocco
  - Don Fernando
  - Pizzaro
- Bizet: Carmen
  - Zuniga
- Britten: Lucretia meggyalázása
  - Collatinus
- Donizetti: Szerelmi bájital
  - Dulcamara
- Donizetti: Boleyn Anna
  - VIII. Henrik
  - Lord Rochefort
- Donizetti: Lammermoori Lucia
  - Raimondo Bidebent
- Eötvös: A szerelemről és más démonokról
  - Don Toribio[5]
- Erkel: Hunyadi László
  - Cillei Ulrik[6]
  - Gara nádor [7]
- Erkel: Dózsa György
  - Bagos
  - Lőrinc barát
- Fischer: A Vörös Tehén
  - Kossuth
- Gounod: Rómeó és Júlia
  - Lőrinc barát
- Gyöngyösi: Mester és Margarita
  - Woland
- Gyöngyösi: Tragœdia Temporis I.
  - Az Úr
- Händel: Deidamia
  - Lükomédész
- Händel: Semele
  - Cadmus
- Haydn: A filozófus lelke, avagy Orfeusz és Euridiké
  - Plutone
- Hubay: A cremonai hegedűs
  - Ferrari mester
- Lendvay: A tisztességtudó utcalány
  - A néger
- Monteverdi: Orfeo
  - Caronte
  - Plutone
- Monteverdi: Poppea megkoronázása
  - Ottone
- Mozart: A varázsfuvola
  - Sarastro
  - Második pap
- Mozart: Don Giovanni
  - Leporello
  - Kormányzó
- Mozart: Figaro házassága
  - Figaro
  - Bartolo
  - Antonio
  - Almaviva gróf
- Mozart: Idomeneo
  - Égi hang[8]
- Mozart: Titus kegyelme
  - Publio
- Ponchielli: Gioconda
  - Alvise Badoero[9]
- Puccini: Bohémélet
  - Colline
- Puccini: Gianni Schicchi
  - Marco
  - Amantio di Nicolao
- Puccini: Tosca
  - Cesare Angelotti
- Purcell: A Tündérkirálynő
  - Részeg költő[10]
- Rameau: Hippolütosz és Arikia
  - Pluton
  - Neptune
- Ravel: A gyermek és a varázslat
  - A karosszék
  - A fa
- Ránki: Pomádé király új ruhája
  - Pomádé
- Rossini: A sevillai borbély
  - Don Basilio
- Rossini: Hamupipőke
  - Don Magnifico
- Sári: Napfogyatkozás
  - Radnóti Miklós
- Selmeczi: Spiritiszták
  - Herceg[11]
- Schönberg: Mózes és Áron
  - Pap
- Smetana: Az eladott menyasszony
  - Kecal
- Strauss: A hallgatag asszony
  - Farfallo
- Strauss: Ariadné Naxoszban
  - Truffaldino
- Strauss: Daphne
  - Peneios
- Strauss: Elektra
  - Oresztész nevelője
- Strauss: Friedenstag
  - Holsteini hadvezér
- Strauss: Salome
  - Első katona
  - Első Nazarénus
- Stravinsky: Oedipus rex
  - Teiresziász
- Tihanyi: Fehér rózsa
  - A férfi
- Vajda: Mario és a varázsló
  - Cipolla
- Verdi: Aida
  - Egyiptom királya
- Verdi: Attila
  - Leone
- Verdi: Don Carlos
  - II. Fülöp
  - V. Károly
  - A főinkvizítor
- Verdi: Szicíliai vecsernye
  - Vaudemont gróf
- Verdi: Otello
  - Lodovico
- Verdi: Rigoletto
  - Sparafucile
- Verdi: Simon Boccanegra
  - Jacopo Fiesco
- Verdi: Stiffelio
  - Jorg[12]
- Verdi: A trubadúr
  - Ferrando
- Verdi: Az álarcosbál
  - Samuel
- Wagner: A Rajna kincse
  - Wotan
  - Fasolt
- Wagner: Rienzi
  - Raimondo
- Wagner: Siegfried
  - A Vándor
- Wagner: A valkür
  - Hunding
- Wagner: Tannhäuser
  - Reinmar von Zweter
  - Hermann
- Weber: A bűvös vadász
  - Kaspar[13]
- Weill: Mahagonny városának felemelkedése és bukása
  - Alaskawolfjoe

### Oratóriumok
- Bach: Máté-passió, János-passió, h-moll mise
- Beethoven: C-dúr mise, Krisztus az olajfák hegyén, 9. szimfónia
- Brahms: Német requiem
- Bruckner: Te Deum
- Donizetti: Requiem
- Michael Haydn: Requiem
- Joseph Haydn: Stabat Mater
- Händel: Athalia, Messiás
- Kodály: Budavári Te Deum
- Liszt: Krisztus, Esztergomi mise
- Mendelssohn: Paulus, Elias
- Mozart: c-moll mise, Koronázási mise, Requiem
- Arvo Pärt: János-passió
- Purcell: A Tündérkirálynő
- Puccini: Messa di gloria
- Rossini: Stabat Mater
- Verdi: Requiem

## Díjak, ösztöndíjak
- Filharmónia Kovács Róbert ösztöndíj (2003)
- Szent-Györgyi Albert ösztöndíj (2005)
- Fischer Annie ösztöndíj (2007)
- Magyar Állami Operaház ösztöndíja (2008–2010)
- Márciusi Ifjak Díj (2010)
- Wagner Társaság ösztöndíja (2011)
- Székely Mihály-emlékplakett (2013)
- Magyar Ezüst Érdemkereszt (2014)
- Oláh Gusztáv-emlékplakett (2016)
- Magyar Arany Érdemkereszt (2020)
- Melis György-díj (2021)[14]
- A  Magyar Állami Operaház 2022/2023-as évadának Kamaraénekese

## Zenei versenyek
- IV. Simándy Énekverseny – II. kategória 1. helyezés (2004)
- Monserrat Caballe Énekverseny – döntő (2008)
- Genfi Énekverseny – különdíj (2009)